# Superfamiglia (linguistica)
In linguistica storica, una superfamiglia (o macrofamiglia) è un'ipotetica unità filetica raggruppante differenti famiglie linguistiche (anche isolate) correlate per genesi.
Il termine è generalmente utilizzato per descrivere associazioni teoriche tra famiglie linguistiche accettate (ad esempio tra lingue turche, lingue mongole e lingue tunguse, nel caso dell'Altaico) e, in quanto tale, ha la connotazione di ipotesi controversa ed è perciò di rado applicata ai raggruppamenti comunemente accettati in linguistica quali l'Indoeuropeo. In poche parole è un raggruppamento di famiglie linguistiche. Le famiglie linguistiche sono un gruppo di lingue che discendono da una lingua originaria.

## Utilizzo del termine con raggruppamenti ipotetici di famiglie
Nostratico
     lingue dene-caucasiche, o sinocaucasiche
     Lingue austriche
     Lingue Congo-Sahariane
     Lingue amerindie
     Lingue khoisan
     Lingue papuasiche
     Lingue australiane aborigene
     Lingue andamanesi

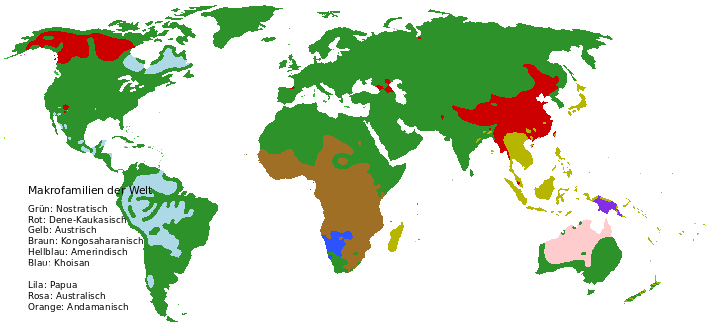
Le superfamiglie linguistiche nel mondo.
Nostratico
lingue dene-caucasiche, o sinocaucasiche
Lingue austriche
Lingue Congo-Sahariane
Lingue amerindie
Lingue khoisan
Lingue papuasiche
Lingue australiane aborigene
Lingue andamanesi

Il termine è generalmente utilizzato anche per raggruppamenti ipotetici di famiglie, andando dai più recentemente ipotizzati, quali Macro-Jê, Macro-Waikurúan, Macro-Maya, Macro-Siouan, Penuti, Na-Dene o Congo-sahariano (Niger-sahariano), a quelli di più vecchia formulazione, quali Nostratico, Austrico, Denecaucasico, Uralo-altaico e, infine, Proto-mondiale. 
Più raramente, il termine è stato applicato anche a una famiglia linguistica eccezionalmente vasta, quale l'Afro-asiatico.
Lyle Campbell ritiene che il termine "superfamiglia" sia superfluo, preferendo la dicitura "famiglia linguistica" per la classificazione dei gruppi per cui si ha consenso e la dicitura "relazione genetica distante" per quei gruppi le cui relazioni non sono o non sono ancora generalmente accettate, sia per mancanza di documentazione o di studi delle lingue costituenti, o per un'antichità stimata ritenuta da molti linguisti eccessiva perché si possa procedere a una ricostruzione.